# Luís Costa Pires
Luís Costa Pires nasceu em Moçambique, no ano de 1976. Em 1977, mudou-se para Portugal, onde viveu até 2010 na cidade das Caldas da Rainha, mudando-se para Londres no final de 2010. 
Escritor, publicou o primeiro romance em 1998, com o título A Rainha de Copas (já em segunda edição), e venceu o prémio "Prosas de Estreia". No ano 2000, publicou Depois da Noite. Em Setembro de 2002, publicou o seu terceiro romance, Mandrágora. Todos os seus romances foram publicados pela Editorial Notícias, actual Casa das Letras. Escreveu, juntamente com o escritor Paulo Ferreira Borges, a escrever a novela A Praça dos Artistas, publicada em capítulos no Boletim de Cultura Urbana da Câmara Municipal das Caldas da Rainha, Cidade Termal.
Em 2003, publicou um livro de teatro contendo duas peças, denominado A Desconstrução da Alma. As peças foram encenadas por Anibal Rocha e apresentadas em vários pontos do País. Já em 2004, essas duas peças foram unificadas numa outra chamada Acorda-me, que esteve em cena durante um mês e meio no Teatro de São Francisco, em Lisboa, com produção da Companhia da Esquina e encenação de Cláudio Hochman. 
Em 2008, Luís Costa Pires publicou o romance "Ao teu lado" sob a chancela da editora Nova Vega. A apresentação oficial teve lugar na Fortaleza de Cascais com apresentação do actor Ricardo Carriço e da escritora Maria Helena Torrado.
Foi director da revista “Mais Zoom” e jornalista e cronista em títulos como "Jornal de Leiria", "Jornal das Caldas", "Região de Cister", "Tribuna do Oeste", "365" e “DIF”, "Gazeta das Caldas", "Festa" e os portais “Fábrica de Conteúdos” e “Oeste Online”. Foi correspondente do “The Portuguese Post”, uma publicação semanal com sede em Toronto, Canadá, e com distribuição por toda a comunidade emigrante portuguesa. Entre 2001 e 2004, foi Assessor de Comunicação e Relações Públicas da Câmara Municipal de Peniche, colaborando também na área da animação e produção de eventos culturais e festivais. 
Em 2010 mudou-se para Londres onde tem trabalhado como jornalista e tradutor, colaborando com publicações como LIV - Volvo Magazine, Ponte Magazine e Brazilian Post. Tem também desenvolvido trabalho como guionista de cinema e TV.
Tem ainda ligações ao cinema, à poesia, à música, à rádio e ao associativismo juvenil, sendo membro fundador e presidente do Atelier Arte e Expressão, uma associação que desenvolve projectos na área da cultura e da solidariedade social. Foi membro fundador da Associação Ambiental Nostrum e participou nos trabalhos iniciais da criação do Conselho da Cidade das Caldas da Rainha. 
Em 1998 foi condecorado com a medalha do Município das Caldas da Rainha, pelo contributo dado à cultura no concelho.
Luís Costa Pires é um ávido estudante de astrologia e tem um blogue no endereço www.depoisdanoite.blogspot.com